# Year of the Dog (película)
Year of the Dog (conocida como El año del perro en América Latina) es una película de comedia-drama de 2007 escrita y dirigida por Mike White, y protagonizada por Molly Shannon, Laura Dern, Regina King, Tom McCarthy, Josh Pais, John C. Reilly y Peter Sarsgaard. La película describe el proceso de una mujer que pasa de tener un perro en casa a convertirse en una vegan y activista por los derechos animales.
Se estrenó el 20 de enero de 2007 en el Sundance Film Festival.

## Sinopsis
La película trata la vida de Peggy Spade (Molly Shannon) una mujer que ha entregado su vida a los cuidados de su perro «Lápiz». Cuando su pequeña mascota muere por consumir veneno, todo su mundo se desordena haciendo que ella reconsidere el ritmo que tiene y tendrá su vida.
Los intentos de adoptar otro perro o encontrar un novio (todos fallidos) la vuelven una mujer aparentemente loca pero, finalmente es ella quien se da cuenta de que esta locura no es más que mucho amor por los animales.

## Reparto
- Molly Shannon - Peggy Spade: la protagonista de la película, mujer a la cual la muerte de su perro le desequilibra todo su sistema de vida.
- Laura Dern - Bret: la cuñada emocionalmente estéril de Peggy, se burla de los intentos de Peggy de rehacer su vida y de sus ideales a favor de los animales.
- Regina King - Layla: la mejor amiga de Peggy ella decía que su relación con Lápiz le quitaba las posibilidades de encontrar el romance.
- Thomas McCarthy - Pier: el hermano de Peggy actúa neutral frente a su hermana ya que es controlado por su esposa (tanto él como sus dos hijos).
- Josh Pais - Robin: el jefe de la oficina de Peggy es extremadamente egoísta hacia los animales, pero al final de la película cambia su relación con estos adoptando un perro.
- John C. Reilly - Al: el vecino de la protagonista, él es la primera persona en intentar ayudarla, mas todo se aruina cuando se descubre que el veneno que consumió Lápiz era de su propiedad
- Peter Sarsgaard - Newt: un voluntario de la asociación contra la crueldad hacia los animales, Peggy se enamora de él, más este resulta ser un hombre célibe.

## Recepción de la crítica
La película recibió comentarios positivos de los críticos. El 31 de diciembre de 2007, la revisión agregada de Rotten Tomatoes informó que el 70% de los críticos de cine dio comentarios positivos, sobre la base de 134 comentarios. En la página web Metacritic, la película tuvo una puntuación media de 70% sobre 100, basada en 31 comentarios.
La agencia The Associated Press la calificó como la #10 mejor película de 2007.

## Taquilla
La película se estrenó en versión limitada el 13 de abril de 2007 y en su primer fin de semana, recaudó 108.223 mil dólares con las siete salas de cine. La mayor liberación de la película fue en 152 salas en su quinta semana.
La película recaudó 1.596.953 dólares en todo el mundo -. 1.540.141 dólares en los Estados Unidos y Canadá y 56.812 dólares en otros territorios.